# Thecla quercivora
Thecla quercivora är en fjärilsart som beskrevs av Otto Staudinger 1887. Thecla quercivora ingår i släktet Thecla och familjen juvelvingar. Inga underarter finns listade i Catalogue of Life.